# Agnostus
Agnostus – wymarły rodzaj trylobitów żyjący w okresie kambryjskim.
Opis
Bardzo mały trylobit (kilka milimetrów) o tarczy tułowiowej bardzo krótkiej, złożonej z dwóch segmentów i bardzo dużych, względem wielkości całego osobnika, tarczach ogonowej i głowowej z wąską glabellą. Cały pancerz dość szeroki, owalny. Kolce policzkowe nie występują, zaś na pygidium mogą występować dwa krótkie kolce. Wzgórki oczne i oczy nie występują.
Rodzaj ten prowadził pelagiczny tryb życia.
Znaczenie:
Skamieniałości różnych gatunków Agnostus są jednymi z najbardziej podstawowych skamieniałości przewodnich w datowaniu kambru późnego Europy i Ameryki Północnej.
Występowanie:
Rodzaj typowy dla tzw. trylobitowej prowincji atlantyckiej: Ameryka Północna i Europa. Wzmiankowany także z Azji i Argentyny, jednak status rodzajowy tej ostatniej lokalizacji jest kwestionowany. Występuje również w Polsce w Górach Świętokrzyskich.
Zasięg wiekowy
Kambr późny
Wybrane gatunki o dużej wartości stratygraficznej:
- Agnostus inexpectanss
- Agnostus pisiformis
- Agnostus obesus